# Ercolano
Ercolano er en italiensk by og kommune i regionen Campania. Byen har 50.124(2023)indbyggere og er hovedby i Napoli-provinsen. 